# Альфред Браунелл
Альфред Лахай Гбабай Браунелл (нар. 1965/1966 (вік 58–59)) — ліберійський екологічний активіст і юрист. Браунелл привернув міжнародну увагу завдяки своїй пропаганді запобігання знищенню тропічних лісів для виробництва пальмової олії. Отримавши погрози смертю через свою роботу, він і його родина втекли з Ліберії у 2016 році. У 2019 році він став лауреатом екологічної премії Goldman, яку також називають «Зеленою Нобелем» за свою роботу по захисту понад 500 000 акрів (2 000 км2) тропічних лісів, які були традиційними землями місцевих громад.

## Освіта та кар'єра
Браунелл закінчив Ліберійський університет у 1994 році, отримавши ступінь бакалавра наук із загального сільського господарства. Потім він відвідував юридичну школу Луї Артура Граймса в Університеті Ліберії, яку закінчив у 1999 році. Згодом він навчався в юридичній школі Тулейнського університету, де здобув ступінь магістра права у 2002 році.
Після закінчення юридичного факультету Браунелл був співавтором закону про захист лісових земель і прав корінних громад, які живуть на землі. Однак він виявив, що уряд порушив нещодавно впроваджені закони, не проводячи дослідження впливу та не консультуючись з місцевими громадами. "Уряд передав ті самі лісові ділянки, які ми намагалися захистити. Вони почали віддавати ці лісові угіддя гірничодобувним компаніям, сільськогосподарським компаніям та лісозаготівельним компаніям. Вони не консультувалися з громадами, вони не проводили дослідження впливу на навколишнє середовище, це був чиновник, який сидів у своєму офісі і говорив цим компаніям: «Ось п'ять мільйонів акрів землі, візьміть це», — сказав Браунелл у своєму дописі. інтерв'ю. Браунелл зазначив, що вирубка лісу під плантації пальмової олії погіршила становище місцевих громад, оскільки було створено недостатню кількість робочих місць для працевлаштування мешканців, які в результаті забудови втратили свою землю. У рамках своєї роботи із захисту земель, що знаходяться під загрозою, та захисту місцевих громад, Браунелл заснував першу в Ліберії неурядову організацію з екологічного права Green Advocates International.
Приблизно у 2009 році уряд надав велику оренду землі кільком транснаціональним корпораціям, які мали намір вирубувати ліси та садити плантації пальмової олії. Наприклад, у 2010 році уряд Ліберії орендував понад 500 000 акрів (200 000 га) землі в окрузі Сіное до Golden Veroleum Liberia, сінгапурської компанії з виробництва пальмової олії. Компанія планувала перетворити лісові землі на плантації пальмової олії, але місцеві жителі почали протестувати проти розчищення їхньої землі без їхньої згоди. Браунелл та його команда задокументували залякування та переслідування членів громади, знищення лісових угідь і будинків, а також осквернення могил і священних місць. Він працював над поданням скарг до глобальної організації з сертифікації, Круглого столу з екологічно чистої пальмової олії, яка закликала зупинити обробку землі. Згодом члени сім'ї Браунелла були заарештовані, і на нього напали, що змусило його втекти з країни.
Після від'їзду з Ліберії він став «Видатним науковцем у резидентній програмі юридичної школи Північно-Східного університету з прав людини та глобальної економіки».